# Mojīrābād
Mojīrābād (persiska: مجیر آباد) är en ort i Iran.   Den ligger i provinsen Östazarbaijan, i den nordvästra delen av landet, 400 km väster om huvudstaden Teheran. Mojīrābād ligger 2 287 meter över havet och antalet invånare är 112.
Terrängen runt Mojīrābād är kuperad. Runt Mojīrābād är det ganska glesbefolkat, med 22 invånare per kvadratkilometer. Närmaste större samhälle är Owlāmchī, 7,6 km sydväst om Mojīrābād. Trakten runt Mojīrābād består i huvudsak av gräsmarker.